# 金球獎
金球奖（英語：Golden Globe Awards）是美国的一个电影与电视奖项，以正式晚宴的方式举行，举办方是金球基金会。此奖从1944年起，每年举办一次。
此奖的最终结果是由96位记者（其中約2/3是兼职）的投票產生。这些人居住在加利福尼亚州的好莱坞，都与美国国外的媒体打交道。直到2003年之前，金球奖的颁奖晚宴都在美国电影艺术与科学学院为奥斯卡金像奖投票之日的几天前举办。2003年以後，金球獎固定於每年的一月中旬舉行，以示與二月下旬舉辦之奥斯卡獎頒獎典禮有所區別。2008年的頒獎儀式由於美國編劇協會罷工影響而取消。
2023年6月12日，记者协会宣布有关金球奖的所有资产已由迪克·克拉克森制片公司和埃尔德里奇产业公司共同收购，两者成立全新非营利机构金球基金会，由基金会继续记者协会的慈善捐赠工作，原记者协会则宣告解散。

## 奖项
在1956年之前，金球奖只颁發电影獎项，後来才加入了电视獎项。金球奖与奥斯卡奖和艾美奖不同在於，它因为没有专业投票团，所以并不颁發技术方面的奖项。
电影奖项
- 最佳戲劇類電影
- 最佳音樂及喜劇電影
- 最佳導演
- 最佳男主角：戲劇類
- 最佳女主角：戲劇類
- 最佳男主角：音樂及喜劇類
- 最佳女主角：音樂及喜劇類
- 最佳男配角
- 最佳女配角
- 最佳劇本
- 最佳原創配樂
- 最佳原創歌曲
- 最佳外語片
- 最佳動畫
- 塞西尔·B·德米尔奖

电视奖项
- 最佳戲劇類影集
- 最佳音樂及喜劇影集
- 最佳男主角：戲劇類
- 最佳女主角：戲劇類
- 最佳男主角：音樂及喜劇類
- 最佳女主角：音樂及喜劇類
- 最佳连续短剧或电视电影
- 最佳男主角：连续短剧與电视电影（英语：Golden Globe Award for Best Actor – Miniseries or Television Film）
- 最佳女主角：连续短剧與电视电影（英语：Golden Globe Award for Best Actress – Miniseries or Television Film）
- 最佳男配角：电视剧、连续短剧與电视电影（英语：Best Supporting Actor – Series, Miniseries or Motion Picture Made for Television）
- 最佳女配角：电视剧、连续短剧與电视电影（英语：Best Supporting Actress – Series, Miniseries or Motion Picture Made for Television）
- 卡萝尔·伯内特奖

## 2008年中止
2008年1月7日宣布，由於2007-08年美國編劇協會大罷工緣故，第65屆金球獎頒獎典禮無法進行電視轉播。受到罷工作家的威脅及演員們恐嚇為杯葛典禮會採行特殊手段，好萊塢外國記者協會只得被迫另尋管道頒獎。
國家廣播公司原來擁有獨家轉播權力，但在1月11日，記者協會主席喬治·卡梅拉（Jorge Camara）宣布將無任何媒體有權轉播1月13日太平洋時間下午6:00舉行的公佈獎項得主的新聞媒體招待會。結果，E!、有線電視新聞網、TV Guide和KNBC洛杉磯介入，播放了長達31分鐘在比弗利希爾頓酒店大廳的事件畫面，造成國家廣播公司只得以《前進好萊塢》節目（比利·布希與南希·歐戴爾主持）填補東部時間下午9:00到10:00的空檔。
剩下的一小時則而為由馬特·勞爾主持的2個小時特別節目，播出剪接被提名電影片段、採訪被提名人、來自喜劇演員凱西·葛莉芬的評論，及其他來自成員的專家評論。

## 爭議

### 亞洲電影被排除在最佳電影之外
英語電影常比非英語電影優勢。2020年，記者協會因提名《别告诉她》、《寄生上流》和《夢想之地》等亞裔美國電影為最佳外語片，但將它們排除在最佳電影之外而廣受批評。儘管《夢想之地》是全美國的製作團隊和背景，卻決定把它歸類為外語電影，此舉遭到了許多亞裔演員和電影製片人的強烈譴責。
雖然記者協會規則規定，一部電影必須至少有50%的英語對話才能獲得最佳戲劇或喜劇/音樂的提名，但評論家指出，電影《惡棍特工》和《火線交錯》沒有達到50%的門檻，但仍被提名為最佳電影，讓記者協會被指責對亞洲種族歧視。